# Leiocassis crassilabris
Leiocassis crassilabris är en fiskart som beskrevs av Günther, 1864. Leiocassis crassilabris ingår i släktet Leiocassis och familjen Bagridae. Inga underarter finns listade i Catalogue of Life.